# Pius X-kerk (Destelbergen)

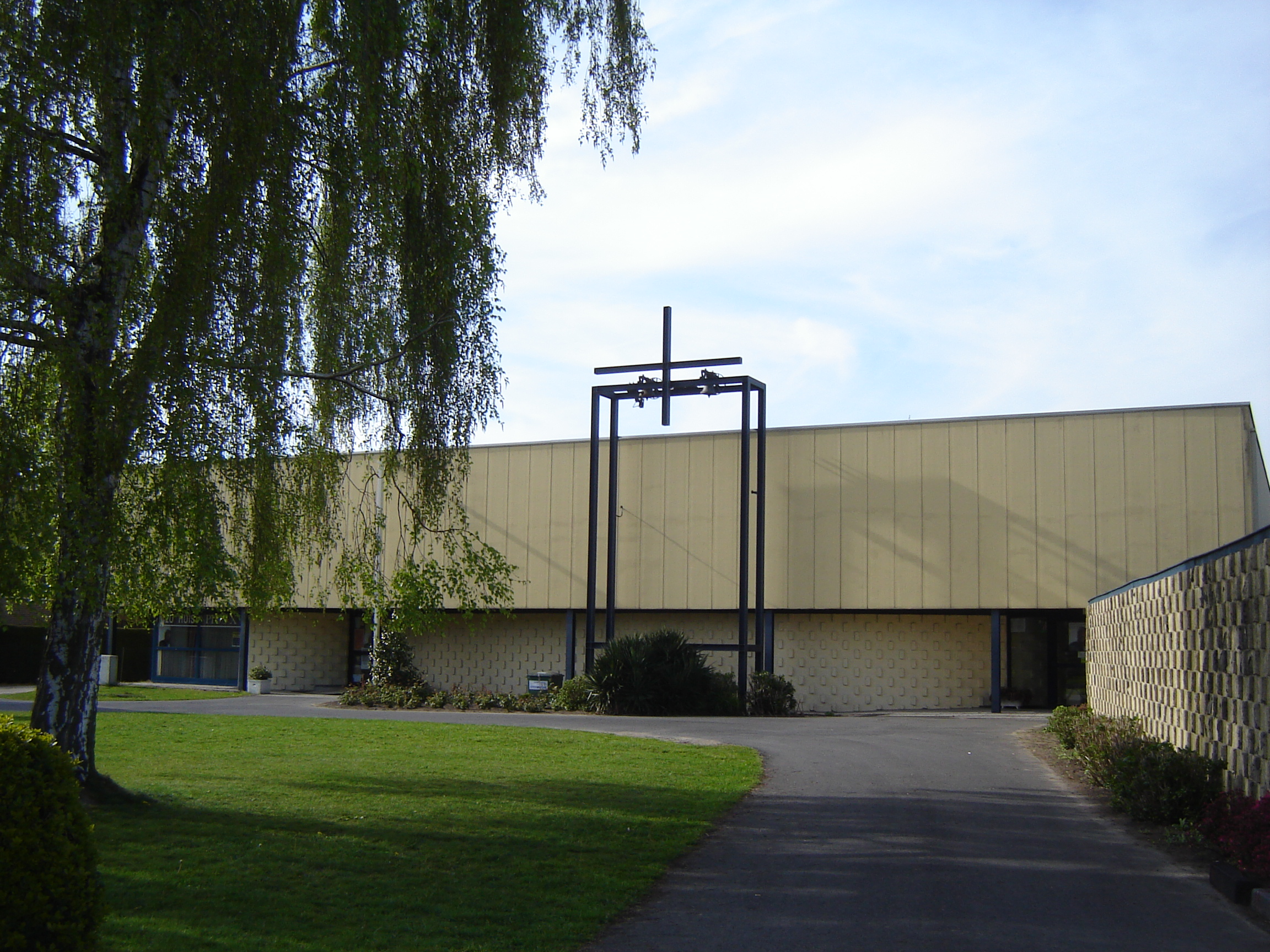
Pius X-kerk

De Pius X-kerk is een parochiekerk in de Oost-Vlaamse plaats Destelbergen, gelegen aan de Bredenakkerstraat 27-29.
Vanaf 1957 werden in de wijk Eenbeekeinde Missen opgedragen in een noodkerk. In 1966 werd deze wijk een zelfstandige parochie. In 1966-1967 werd een definitieve kerk gebouwd naar ontwerp van Loys Vervenne.
Het is een kerkgebouw in de stijl van het naoorlogs modernisme, op rechthoekige plattegrond met een naar achter hellend lessenaardak. Als belangrijkste bouwmateriaal werd beton toegepast.
Voor de gevel staat een metalen skelet met kruis en luidklok.